# Whitelaw Reid
Whitelaw Reid (Xenia, 27 ottobre 1837 – Londra, 15 dicembre 1912) è stato un giornalista statunitense.
Direttore del News di Xenia dal 1858 al 1859, nel 1860 divenne reporter del Gazette di Cincinnati e fu inviato speciale durante la guerra di secessione americana.
Redattore della New York Tribune di Horace Greeley dal 1868, ne assunse la direzione nel 1872. Nello stesso anno Greeley, impazzito e sul letto di morte, lo accusò di avere rubato il suo giornale, definendolo con parole di registro basso-volgare.
Nel 1889 Reid divenne ministro plenipotenziario in Francia, carica che mantenne fino al 1892. Nel 1897 fu inviato al giubileo di diamante della regina Vittoria del Regno Unito in rappresentanza degli USA e dal 1905 al 1912 svolse il ruolo di ambasciatore statunitense a Londra.